# Journal de la Société des océanistes
Le Journal de la Société des Océanistes est une revue scientifique existant depuis 1945 et diffusée électroniquement depuis septembre 2008. 

## Thématiques
Publiée par la Société des océanistes, cette revue a vocation à publier tout article scientifique sur l’Océanie (au sens large) et en particulier sur le présent et le passé de ses populations. Depuis le début des années 2000, chaque volume est construit autour d’un dossier thématique auquel s’ajoutent les rubriques habituelles de la revue (miscellanées, actualités, comptes rendus d’ouvrages et listes des ouvrages reçus). 
Il s'agit de la seule revue française et européenne dédiée à l'Océanie. 

## Publication

### Version papier
À sa création en 1945, le journal est publié une fois par an, en décembre. Le Journal de la Société des océanistes publie deux numéros par an (ou un numéro double) avec le concours du CNRS et du Centre national du livre. Les numéros de plus de deux ans sont en accès libre sur le portail OpenEdition Journals. Les articles des numéros de moins de deux ans sont en vente en ligne sur Cairn.info depuis 2010.

### Version numérique
En 2008 débute la publication des articles du JSO sur le portail du Centre pour l’édition électronique ouverte, revues.org (devenu en 2017 OpenEdition Journals). Les articles publiés en ligne plus de trois ans après leur sortie sont disponibles en texte intégral. En 2008 commence également que la numérisation et la publication des numéros antérieurs à 2001 sur le site Persée. En 2010, les articles les plus récents (moins de trois ans après leur publication) sont rendus disponibles sur Cairn.info à l'achat. En 2013, le journal publie ses illustrations en couleur. Cette même année, le journal est publié (en français, mais avec des résumés traduits en anglais) sur la version anglophone de Cairn.info.
En 2022, 89 numéros de la période 1945-2000 ont été numérisés et mis en ligne. Seuls les années 1956-1960, 1962-1963, 1965-1966 sont manquantes.
La demande formulée par le CNRS aux revues scientifiques est le passage à l'accès libre total, sans délai.